# 親衛隊第13師
武裝親衛隊第13山地師「彎刀」（克羅地亞第1師）（德語：13. Waffen-Gebirgs-Division der SS 'Handschar' (Kroatische Nr. 1.)），簡稱「彎刀」師，是納粹德國武裝親衛隊的一個山地獵兵師，主要由波士尼亞克人組成，故此以鄂圖曼帝國時期突厥式彎刀起名，其餘少數為克羅地亞人。在二戰大多時間於南斯拉夫地區進行游擊戰，戰爭末期又與蘇軍作戰，最終中大部分成員向英軍投降，有38名軍官被引渡至南斯拉夫面臨刑事指控、共10人被處決。另有數百名該師的前成員參加了1947至1948年的巴勒斯坦內戰和1948年的以阿戰爭。